# لورنس جي. ليفيت
لورنس جي. ليفيت (بالإنجليزية: Laurence G. Leavitt)‏ هو مدرس أمريكي، ولد في 1903، وتوفي في 2000.